# Димитриос Атанасиу
Димитриос Атанасиу (на гръцки: Δημήτριος Αθανασίου) е гръцки революционер, участник в Гръцката война за независимост.

## Биография
Роден е в 1792 година в халкидическото македонско село Галатища и затова е известен и като Галацянос (Γαλατσάνος), тоест Галатищанин. При избухването на Гръцката революция в 1821 година взима участие в Халкидическото въстание, като се сражава в Мадемохория, Света гора и при Касандрия. По-късно заминава за Скопелос и продължава борбата под командването на Николаос Криезотис и Адамандиос Николау в 1822 година при Врисакия, при Тряла, при Дервенакия, в 1823 г. при Трикери, Скиатос, Ханя и Ретимно, Грамвуса, в 1824 г. на Хидра с Хаджилияс Иконому, в 1825 година при Неокастро под командването на Хаджи Христо Българин е ранен в лявата ръка, същата година при в Коринт със Сотиракис Нотарас и Атина с Янис Гурас, в 1926 г. при Аталанти и Мустабей, при Пирея и Атина и отново при Трикери в 1827 г.
През 1828 г. постъпва в новосъздадената гръцка армия първоначално като войник под командването на Стерьос Васдекис и е повишен.